# زبان‌پریشی بیانی
زبان‌پریشی بیانی یا آفازی بروکا (به انگلیسی: Broca’s Aphasia) نوعی از اختلال زبان‌پریشی غیر روانی است که از آسیب در قسمتی از مغز به نام منطقه بروکا، ناحیه‌ای در لوب پیشانیِ نیم کرهٔ غالب افراد (معمولاً در سمت چپ)، به وجود می‌آید. ناحیهٔ بروکا قسمتی از مغز است که وظیفه گفتار و حرکت را بر عهده دارد. این نام به خاطر پیر پل بروکا، پزشک فرانسویِ کاشف آن انتخاب شده‌است. افراد مبتلا به این بیماری در برقراری ارتباط کلامی و زبانی دارای اشکال هستند (نمی‌توانند صحبت کنند) اما در درک گفتار و کلمات دیگران مشکلی ندارند؛ همچنین افراد مبتلا به این نوع زبان‌پریشی می‌توانند مانند دیگران به نوشتن و خواندن متون بپردازند.
زبان‌پریشی بیانی به نام‌های دیگری همچون آفازی بروکا، آفازی بیانی، آفازی غیر سلیس نیز شناخته می‌شود.

## دلایل شکل‌گیری

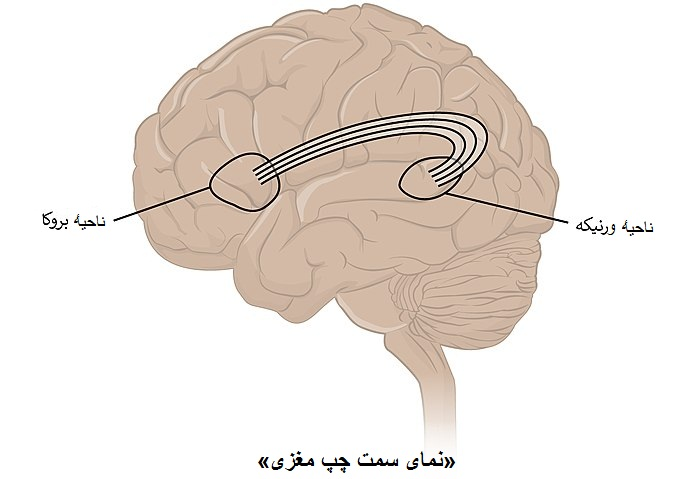
ارتباط نواحی بروکا و ورنیکه برای توسعهٔ مهارت‌های زبانی

فرد مبتلا به این بیماری تا حدودی آنچه گفته می‌شود را درک می‌کند، اما نمی‌توانید روان صحبت کند زیرا مغز آن‌ها در برقراری ارتباط مؤثر با تمام ماهیچه‌های مورد نیاز برای تشکیل کلمات مشکل دارد. این آفازی می‌تواند سبب ایجاد افسردگی نیز شود، زیرا فرد مبتلا می‌داند چه می‌خواهید بگوید، اما نمی‌تواند کلمات را آنطور که می‌خواهد از دهان خود خارج کند.
در بعضی از افراد مبتلا به این زبان‌پریشی اختلالی در درک محتوا و جملات پیچیده نیز ایجاد می‌شود؛ محققان بر این باورند، این اختلال ناشی از قطع ارتباط مؤثر بین دو ناحیهٔ مهم مهارت‌های زبانی، یعنی ناحیهٔ ورنیکه و بروکا است. ناحیهٔ ورنیکه که نام آن از کارل ورنیکه کاشف آن گرفته شده، ناحیهٔ در قشر فوقانیِ گیجگاهی می‌باشد که در درک شنیداری زبان موئر و با ناحیهٔ بروکا که زبان گفتاری را ایجاد می‌کنند به صورت مکمل یکی از پیچیده‌ترین فعالیت‌های انسان، یعنی زبان را به وجود می‌آورند.
هر بیماری و آسیبی، مانند ضربه مغزی یا زوال عقل، که باعث مرگ سلول‌های مغزی شود بسته به محل وقوع، می‌تواند ایجادگر انواع مختلفی از آفازی (زبان‌پریشی) باشد. هنگامی که جریان خون یا جریان اکسیژن به قسمت خاصی از مغز متوقف یا کاهش می‌یابد، سلول‌های مغزی می‌میرند. وضعیت‌هایی که در آن آفازی صورت می‌گیرد شامل موراد زیر است:
1. لخته‌های خونی
2. سکته مغزی
3. ، تومور مغزی
4. ، آسیب مغزی ناشی از ضربه شدید به سر یا زخم گلوله
5. ،عفونت در مغز
6. بیماری عصبی پیشرونده، مانند بیماری آلزایمر
7. خارج کردن بخشی از مغز برای توقف حملات صرع
8. میکروب‌هایی که با عبور از سد خونی مغزی وارد مغز می‌شوند و بخش‌های مختلف آن را از بین می‌برند (مواردی مانند:ویروس هاری و مالتیپیل اسکلروزیس).

این ساختار در هیچ‌کدام از جانوران به جز انسان دیده نشده نمی‌شود و یکی از دلایل نبود زبان در دیگر حیوانات، فقدان این ناحیهٔ مغزی عنوان شده‌است.

## علائم
بیماران در تولید جملات دستوری مشکل دارند؛ گفتار آنها اکثراً به بیان کوتاه و کمتر از چهار کلمه محدود می‌شود. تولید صداهای مناسب یا یافتن کلمات مناسب اغلب یک فرایند پر زحمت برای اینگونه افراد است برخی از بیماران نیز در هنگام استفاده از اسم و افعال مشکل بیشتری دارند.
از علائم شایع موجود در افراد مبتلا به این نوع زبان‌پریشی می‌توان به موارد زیر اشاره کرد:
- گفتاری بدون دستور زبان یا دستور زبان ضعیف
- مشکل در تشکیل جملات کامل
- حذف کلمات خاص، مانند «و»، «با»، «که»، «به» (برای مثال:می‌خواهد به مدرسه بروم =می… خواه … مدر… سه)
- استفاده ناصحیح از افعال
- مشکل در بیان اصوات و کلمات
- مشکل در تکرار آنچه دیگران گفته‌اند
- مشکل در نوشتن جملات پیچیده
- مشکل در خواندن
- مشکل در درک کامل یک مسئله
- مشکل در دنبال کردن دستورالعمل‌ها
- کم حرفی یا سختی در بیان کلمات

## تاریخچه

ناحیه‌های بروکا و ورنیکه بخش‌های دخیل در امر زبان

در اواسط قرن نوزدهم (۱۸۶۰) مرد جوانی به نام لوئیس لبرگن به بیمارستان بیستر پاریس مراجعه کرد، این مرد تنها کلمه ای که می‌توانست به زبان بیاورد واژه ای تک هجایی بود؛ «تان». او در واپسین روزهای زندگی خود با پزشکی به نام پل بروکا ملاقات کرد. ویژگی بسیار جالب بیماری گفتاری این مرد جوان باعث شد که در حوزهٔ علوم اعصاب این اختلال به عنوان بیماری «تان» شناخته شود.
بروکا متوجه این نکتهٔ ظریف شد که لبرگن می‌تواند سخنان دیگران را درک کند، اما «تان» تنها واژه ای بود که می‌توانست آن را ادا کند. پس از مرگ لبرگن، بروکا او را کالبد شکافی کرد و یک منطقهٔ آسیب دیده و دچار ضایعه را در بخشی از لوب پیشانی مشاهده کرد. این ناحیهٔ یافت شده در مغز لبرگن همچنان ناحیهٔ بروکا نامیده می‌شود.
آزمایش بروکا و همکارش ورنیکه نقطهٔ آغازی برای شناخت مباحث زبان‌پریشی بود. نتایج به دست آمده در این آزمایش مشخص کرد که آسیب در لوب پیشانیِ نیم کره غالب افراد باعث می‌شود، خروجی گفتار آهسته و با مکث‌های پی در پی همراه گردد، همچنین سخن گفتن برای این افراد تلاش بسیاری نیاز دارد و غالب اوقات خالی از کلمات و جملات پیچیده‌است، اگرچه بعضی از مبتلایان قادر به درک سخنان پیچیده نیستند اما همچنان زبان گفتاری را می‌فهمند.